# Néré (Charente-Maritime)
Pour les articles homonymes, voir Néré.
Néré est une commune du Sud-Ouest de la France située dans le département de la Charente-Maritime, en région Nouvelle-Aquitaine.
Ses habitants sont appelés les Néréens et Néréennes.

## Géographie

### Localisation
Néré est situé à 10 km à l'est d'Aulnay, ancien chef-lieu de canton, et à 22 km à l'est de Saint-Jean-d'Angély qui est une sous-préfecture et en même temps le principal centre urbain de la Saintonge du Nord.
Situé au contact des anciennes provinces du Poitou au nord, de l'Angoumois à l'est et de la Saintonge, Néré a longtemps  occupé un site de carrefour géographique avant de devenir un carrefour routier.
Le bourg de Néré se trouve aujourd'hui à l'intersection de petites routes départementales. La D 133 le met en contact avec Aulnay-de-Saintonge à l'ouest et avec Beauvais-sur-Matha au sud tandis que la D 131 la met en contact avec Chef-Boutonne, dans le département voisin des Deux-Sèvres.
Néré possède le troisième "sommet" le plus élevé de la Charente-Maritime au site du Signal qui culmine à 166 mètres de hauteur. Il doit son nom à une tour de télécommunications qui le coiffe et qui surplombe la vaste forêt d'Aulnay située plus au nord et dans laquelle se trouve le point culminant de la Charente-Maritime, au coteau du Bois de Chantemerlière, dans la commune voisine de Contré, haut de 173 mètres.
Le site du Signal est situé au nord du bourg de Néré dans une chênaie dénommée le bois de Chantelleraud qui prolonge au sud la forêt domaniale d'Aulnay par le bois de Chantemerlière.
La commune de Néré, située dans le canton de Matha, est entièrement située en terrains du Jurassique supérieur où affleurent au nord de la commune les calcaires durs du Séquanien - où se trouvent les plus hautes altitudes et les massifs boisés - et au sud les calcaires marneux et tendres du Kimméridgien dans la dépression orthoclinale d'Aulnay-Néré dans laquelle s'écoule entre autres la petite rivière de la Nie.

### Les communes limitrophes
.

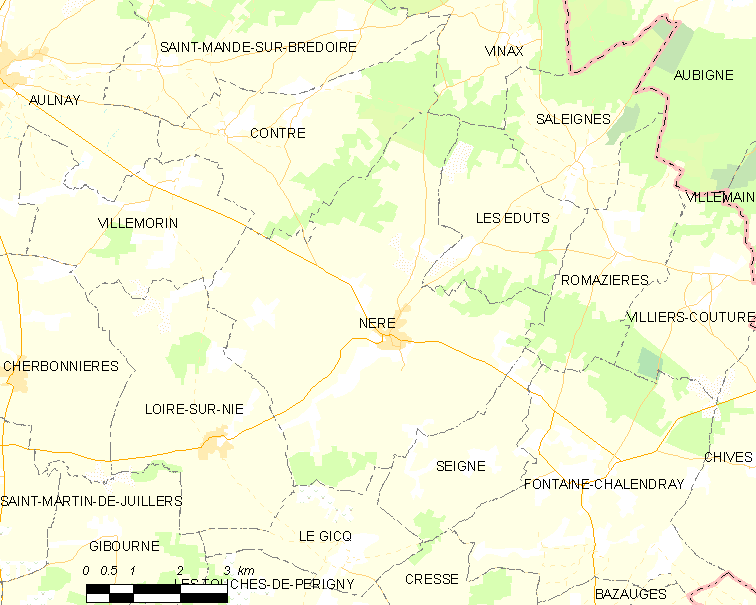
Le plan de la commune

Les communes limitrophes de Néré sont du nord au sud et de l'est à l'ouest les suivantes : Vinax, Les Éduts, Romazières, Seigné, Le Gicq, Loiré-sur-Nie, Villemorin et Contré, communes rurales appartenant toutes à l'ancien canton d'Aulnay, aujourd'hui rattaché au nouveau canton de Matha, et faisant partie de l'arrondissement de Saint-Jean-d'Angély.

### Hydrographie
Trois cours d'eau référencés par le Sandre traversent la commune.
Tout d'abord, il s'agit de la Nie qui est un affluent de la Boutonne sur sa rive gauche et qui prend sa source au bourg de Néré.
Les autres cours d'eau sont insignifiants autant par la longueur de leur cours que par leur débit ; il s'agit de la Guillotière, petit affluent de la Nie, et du Rouchère où ce dernier se jette dans la Gravelle, elle-même affluent de l'Antenne.

### Transport
La commune avait une gare sur la ligne de la Compagnie de chemins de fer départementaux qui traversait le canton d'Aulnay. C'était la ligne Saint-Jean-d'Angély - Saint-Saviol (1896 - 1951).

## Urbanisme

### Typologie
Au 1er janvier 2024, Néré est catégorisée commune rurale à habitat dispersé, selon la nouvelle grille communale de densité à 7 niveaux définie par l'Insee en 2022.
Elle est située hors unité urbaine et hors attraction des villes,.

### Occupation des sols
L'occupation des sols de la commune, telle qu'elle ressort de la base de données européenne d’occupation biophysique des sols Corine Land Cover (CLC), est marquée par l'importance des territoires agricoles (84,1 % en 2018), en diminution par rapport à 1990 (84,9 %). La répartition détaillée en 2018 est la suivante : 
terres arables (75,9 %), forêts (13,7 %), zones agricoles hétérogènes (8,1 %), zones urbanisées (2 %), milieux à végétation arbustive et/ou herbacée (0,3 %). L'évolution de l’occupation des sols de la commune et de ses infrastructures peut être observée sur les différentes représentations cartographiques du territoire : la carte de Cassini (XVIIIe siècle), la carte d'état-major (1820-1866) et les cartes ou photos aériennes de l'IGN pour la période actuelle (1950 à aujourd'hui).

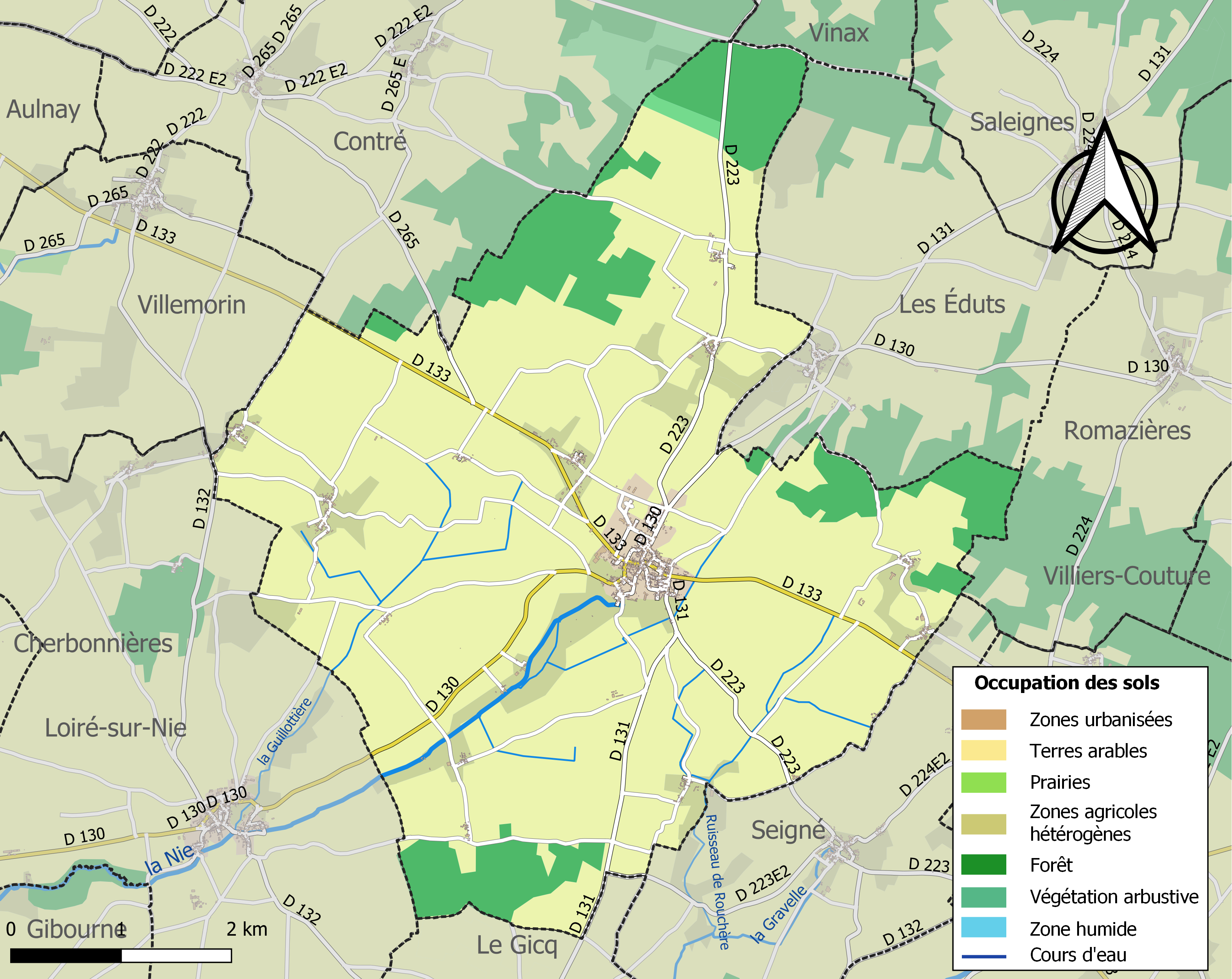
Carte des infrastructures et de l'occupation des sols de la commune en 2018 (CLC).

### Risques majeurs
Le territoire de la commune de Néré est vulnérable à différents aléas naturels : météorologiques (tempête, orage, neige, grand froid, canicule ou sécheresse), inondations, mouvements de terrains et séisme (sismicité modérée). Il est également exposé à un risque technologique, le transport de matières dangereuses. Un site publié par le BRGM permet d'évaluer simplement et rapidement les risques d'un bien localisé soit par son adresse soit par le numéro de sa parcelle.

#### Risques naturels
Certaines parties du territoire communal sont susceptibles d’être affectées par le risque d’inondation par débordement de cours d'eau, notamment la Nie. La commune a été reconnue en état de catastrophe naturelle au titre des dommages causés par les inondations et coulées de boue survenues en 1982, 1999 et 2010,.

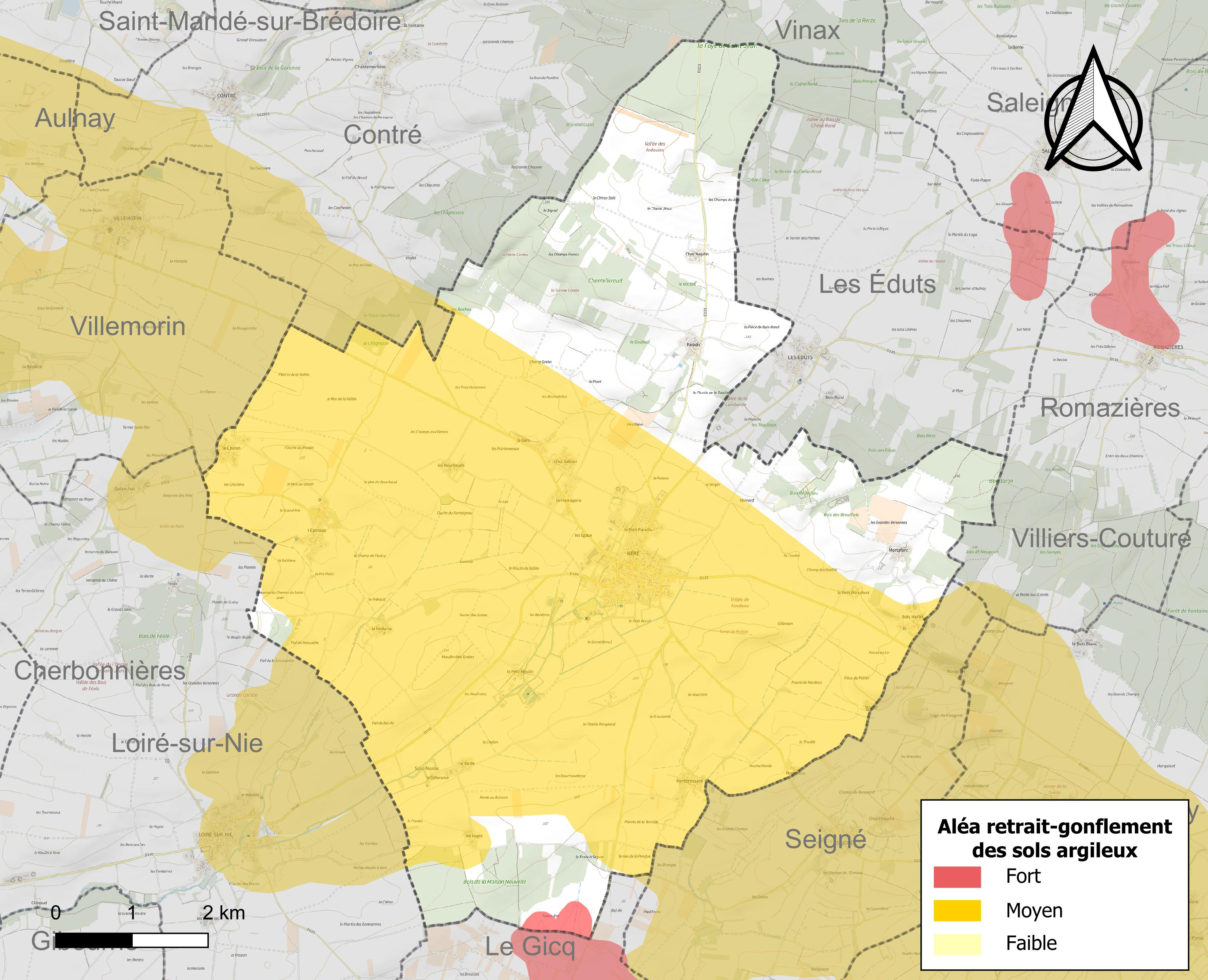
Carte des zones d'aléa retrait-gonflement des sols argileux de Néré.

Les mouvements de terrains susceptibles de se produire sur la commune sont des tassements différentiels.
Le retrait-gonflement des sols argileux est susceptible d'engendrer des dommages importants aux bâtiments en cas d’alternance de périodes de sécheresse et de pluie. 66,7 % de la superficie communale est en aléa moyen ou fort (54,2 % au niveau départemental et 48,5 % au niveau national). Sur les 470 bâtiments dénombrés sur la commune en 2019, 429 sont en aléa moyen ou fort, soit 91 %, à comparer aux 57 % au niveau départemental et 54 % au niveau national. Une cartographie de l'exposition du territoire national au retrait gonflement des sols argileux est disponible sur le site du BRGM,.
Par ailleurs, afin de mieux appréhender le risque d’affaissement de terrain, l'inventaire national des cavités souterraines permet de localiser celles situées sur la commune.
Concernant les mouvements de terrains, la commune a été reconnue en état de catastrophe naturelle au titre des dommages causés par la sécheresse en 2003 et par des mouvements de terrain en 1999 et 2010.

#### Risques technologiques
Le risque de transport de matières dangereuses sur la commune est lié à sa traversée par une ou des infrastructures routières ou ferroviaires importantes ou la présence d'une canalisation de transport d'hydrocarbures. Un accident se produisant sur de telles infrastructures est susceptible d’avoir des effets graves sur les biens, les personnes ou l'environnement, selon la nature du matériau transporté. Des dispositions d’urbanisme peuvent être préconisées en conséquence.

## Toponymie
Le nom de Néré vient du gallo-romain Neriacum, du nom de personne Nerius (voir aussi Néris-les-Bains, Nérac, Néry, Néret), suivi du suffixe -acum.

## Histoire

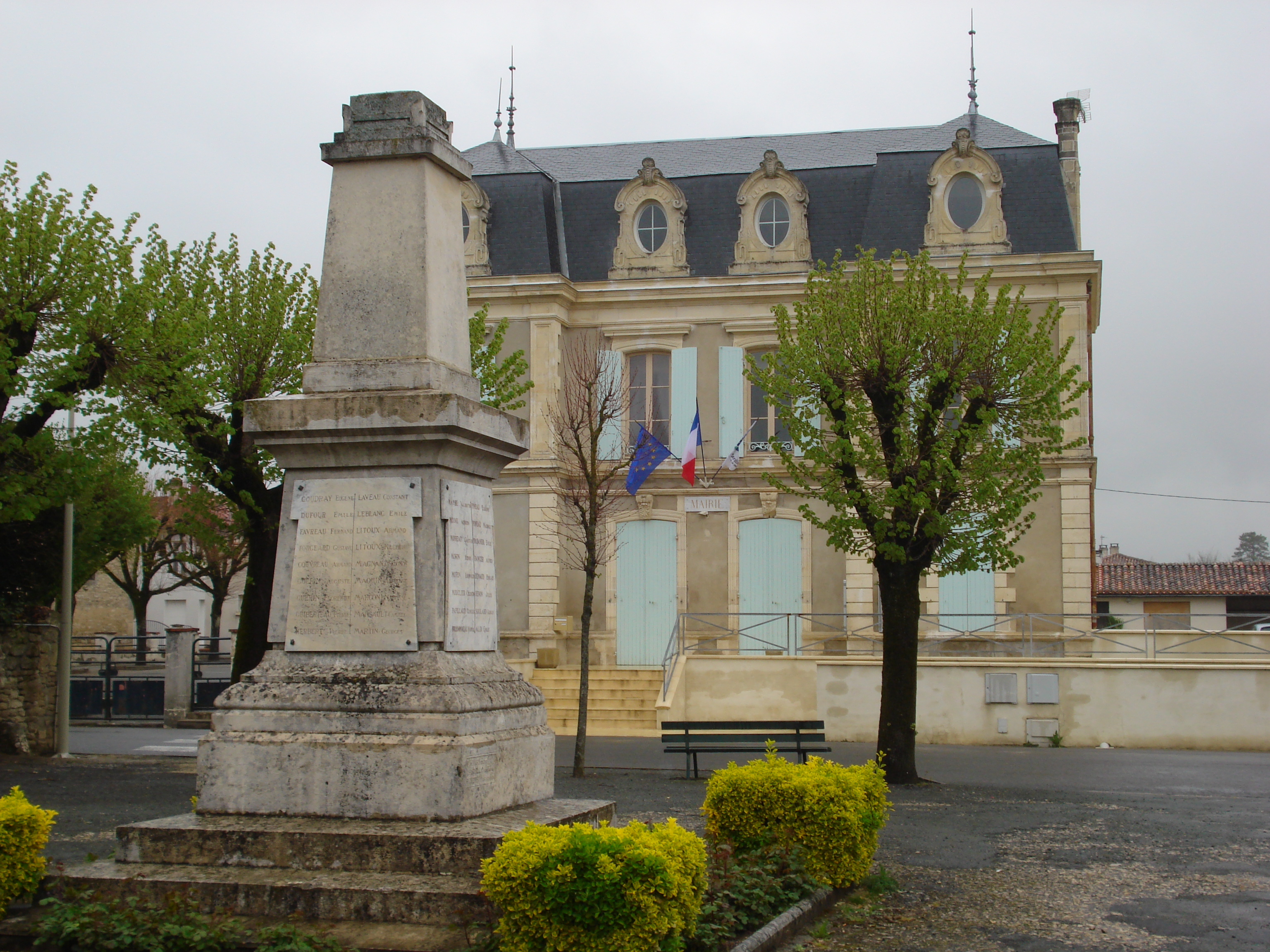
Le monument aux morts.

L'état des paroisses de 1686 nous dit que  monsieur de La Ferté, abbé de Saint-Jean d’Angély, est le seigneur de la paroisse de Néré de 218 feux qui produit surtout de la vigne et des céréales, et que le bois est au seigneur.
Durant la période révolutionnaire (de 1790 à 1801), Néré était un canton qui comprenait les communes suivantes :
- Néré
- Le Gicq
- Les Éduts
- Loiré-sur-Nie
- Fontaine-Chalendray
- Romazières
- Saleignes
- Seigné
- Villiers-Couture
- Vinax

À l'exception de Loiré-sur-Nie qui est rattachée au code postal de Aulnay-de-Saintonge, du Gicq qui est rattachée au code postal de Matha et de Chives qui était à la même époque dans le canton de Beauvais-sur-Matha, cette liste est proche de la liste des communes rattachées au code postal de Néré : 17510.

## Politique et administration

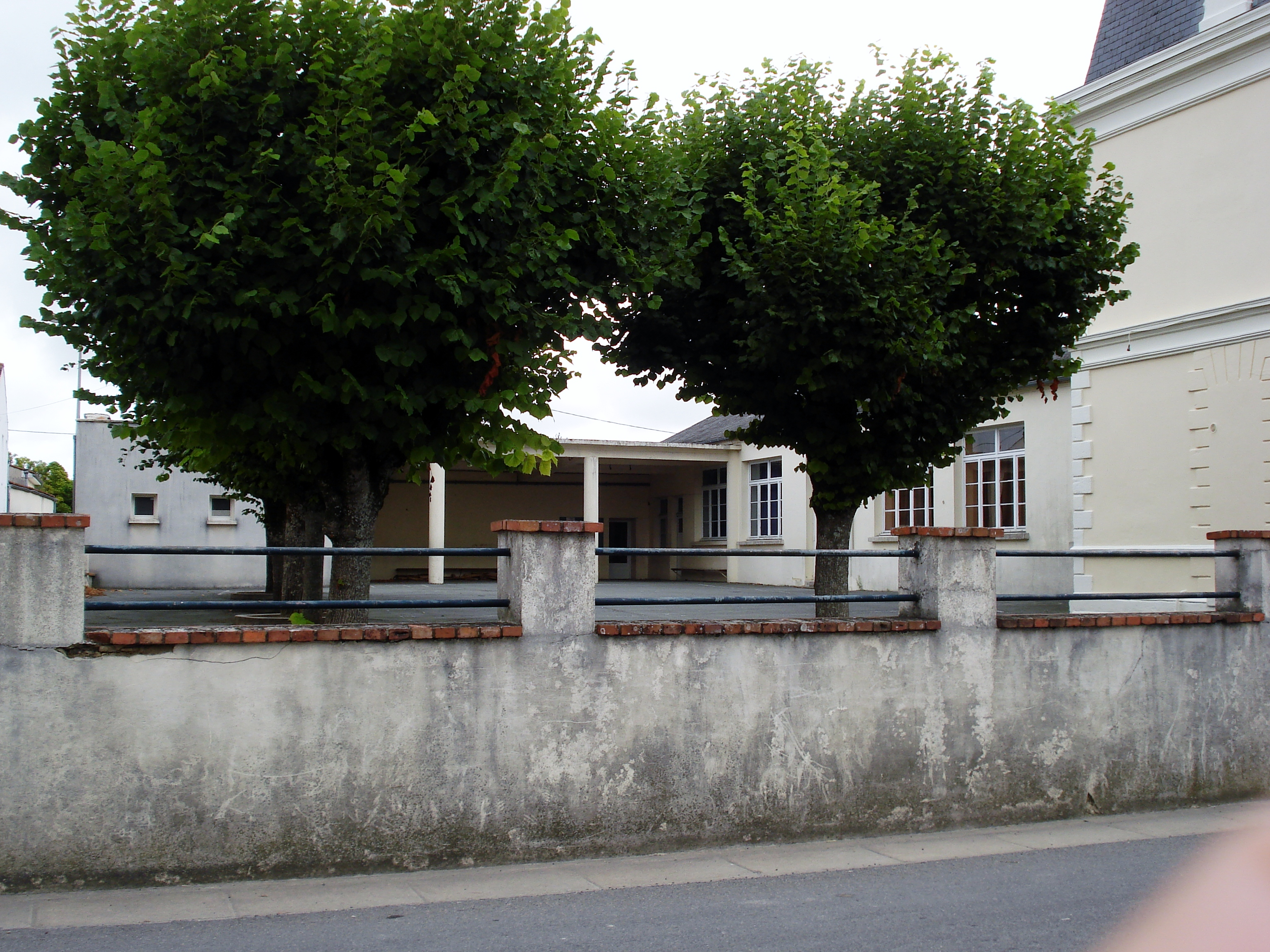
Ancienne école.

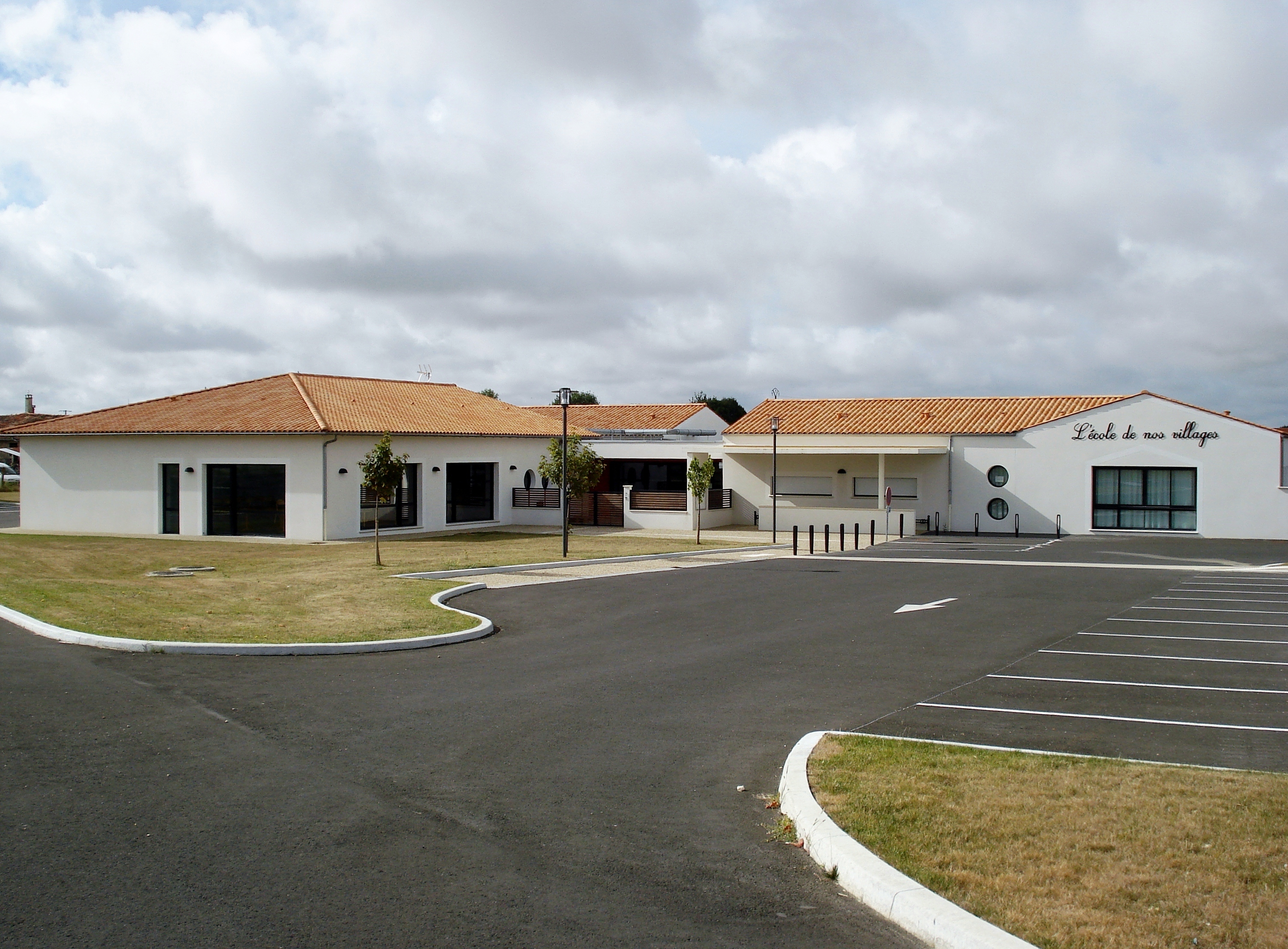
Nouvelle école.

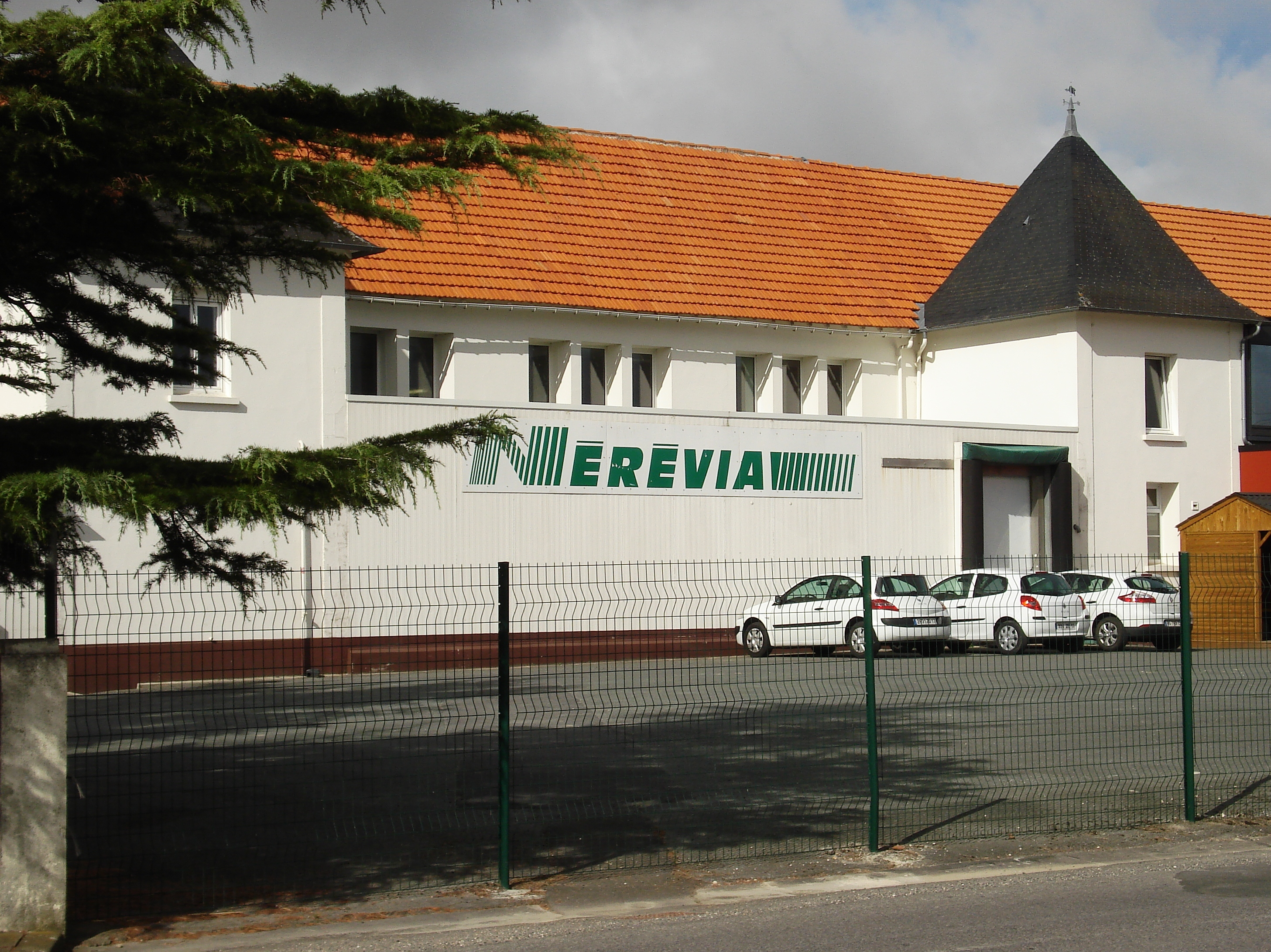
L'ancienne laiterie transformée.

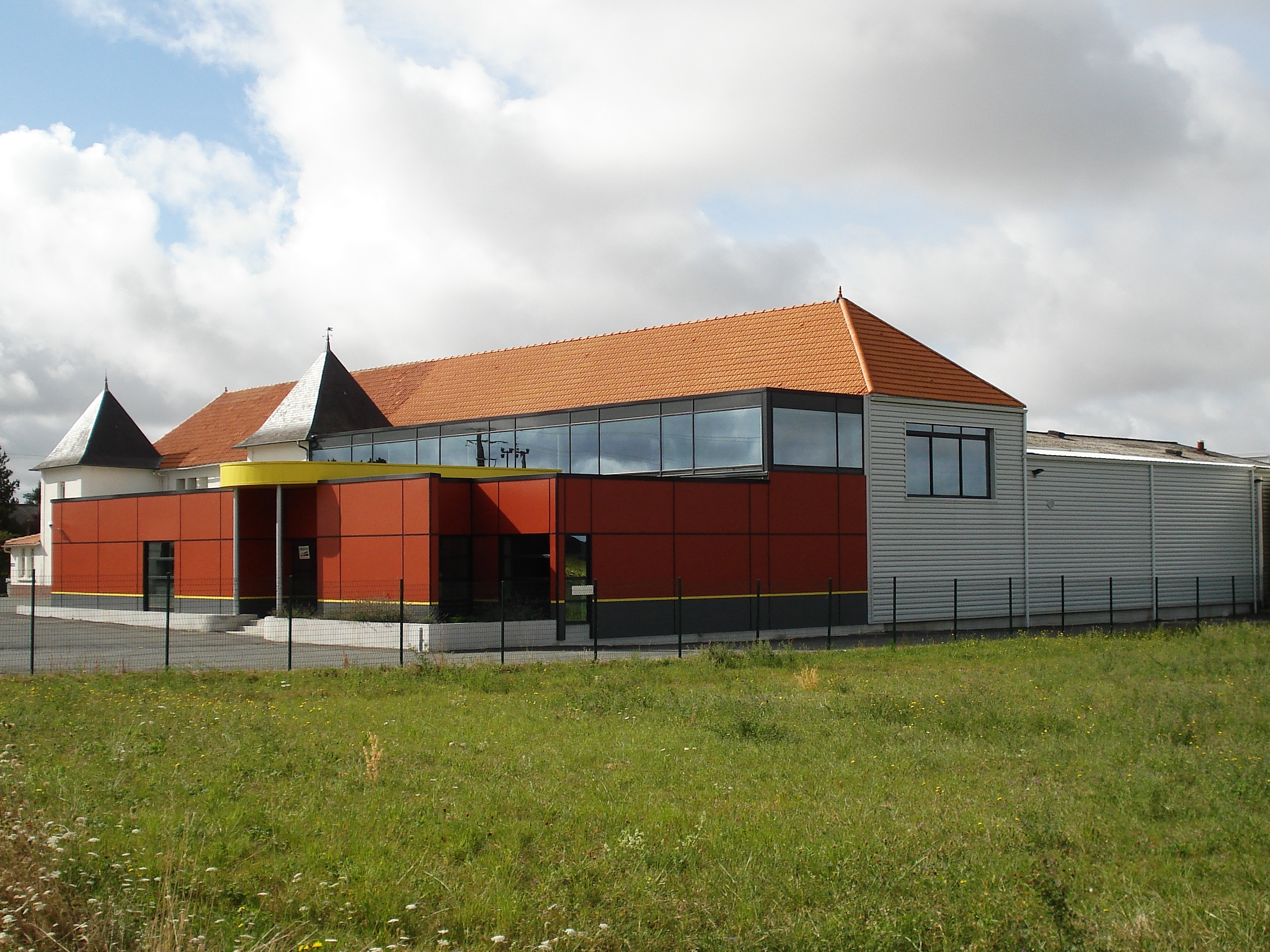
Nérévia.

### Liste des maires
| Période                                  | Période  | Identité                         | Étiquette | Qualité                                                                                       |
| ---------------------------------------- | -------- | -------------------------------- | --------- | --------------------------------------------------------------------------------------------- |
| 1792                                     | 1796     | Jean Pineau                      |           |                                                                                               |
| 1796                                     | 1798     | Jacques Merveilleux de Mortafond |           |                                                                                               |
| 1798                                     | 1799     | Jacques Bonnarme                 |           |                                                                                               |
| 1799                                     | 1826     | Jacques Merveilleux de Mortafond |           |                                                                                               |
| 1826                                     | 1831     | Joseph Cristin                   |           |                                                                                               |
| 1831                                     | 1834     | Jean Bonnarme                    |           |                                                                                               |
| 1834                                     | 1836     | Jean-Julien Pineau               |           |                                                                                               |
| 1836                                     | 1843     | Jacques Menard                   |           |                                                                                               |
| 1843                                     | 1844     | François Bourcy                  |           |                                                                                               |
| 1844                                     | 1848     | François Pineau                  |           |                                                                                               |
| 1848                                     | 1859     | Pierre Verdon                    |           |                                                                                               |
| 1859                                     | 1879     | Charles Joseph Bourcy            |           |                                                                                               |
| 1879                                     | 1884     | Jean-Louis Pineau                |           |                                                                                               |
| 1884                                     | 1900     | Joseph Gazeau                    |           |                                                                                               |
| 1900                                     | 1910     | Théophile Dournaud               |           |                                                                                               |
| 1910                                     | 1912     | Henri Michel                     |           |                                                                                               |
| 1912                                     | 1920     | Eugène Pinaud                    |           |                                                                                               |
| 1920                                     | 1942     | Paul Ménard                      |           |                                                                                               |
| 1942                                     | 1943     | Paul Durut                       |           | Président de la Délégation Spécial de Néré                                                    |
| 1943                                     | 1944     | Eugène Béchu                     |           | Délégation spéciale de Néré                                                                   |
| 1944                                     | 1944     | Commandant Puiravaud             |           | Délégué spécial                                                                               |
| 1944                                     | 1947     | Paul Ménard                      |           |                                                                                               |
| 1947                                     | 1959     | Roland Coussot                   |           |                                                                                               |
| 1959                                     | 1965     | Joseph Guidier                   |           |                                                                                               |
| 1965                                     | 1971     | Clément Bounne                   |           |                                                                                               |
| 1971                                     | 1983     | Charles Poussard                 |           |                                                                                               |
| 1983                                     | 1989     | Paul Noquet                      |           |                                                                                               |
| 1989                                     | 2001     | Jacqueline Morin                 |           |                                                                                               |
| 2001                                     | 2008     | Yves Micheau                     |           |                                                                                               |
| 2008                                     | 2014     | Alexandre Aubanel                |           |                                                                                               |
| 2014                                     | 2020     | Virginie Lucquiaud               |           | Pharmacienne Membre du Conseil Communautaire, Présidente du Conseil d'Administration du CCAS. |
| 2020                                     | En cours | Sylvie Saboureau                 |           |                                                                                               |
| Les données manquantes sont à compléter. |          |                                  |           |                                                                                               |

## Démographie

### Évolution démographique
L'évolution du nombre d'habitants est connue à travers les recensements de la population effectués dans la commune depuis 1793. Pour les communes de moins de 10 000 habitants, une enquête de recensement portant sur toute la population est réalisée tous les cinq ans, les populations de référence des années intermédiaires étant quant à elles estimées par interpolation ou extrapolation. Pour la commune, le premier recensement exhaustif entrant dans le cadre du nouveau dispositif a été réalisé en 2005.

En 2022, la commune comptait 667 habitants, en évolution de −9,13 % par rapport à 2016 (Charente-Maritime : +4,04 %, France hors Mayotte : +2,11 %).
| 1793  | 1800  | 1806 | 1821  | 1831  | 1836  | 1841  | 1846  | 1851  |
| ----- | ----- | ---- | ----- | ----- | ----- | ----- | ----- | ----- |
| 1 002 | 1 099 | 986  | 1 129 | 1 197 | 1 280 | 1 227 | 1 188 | 1 235 |

| 1856  | 1861  | 1866  | 1872  | 1876  | 1881  | 1886  | 1891  | 1896  |
| ----- | ----- | ----- | ----- | ----- | ----- | ----- | ----- | ----- |
| 1 202 | 1 169 | 1 274 | 1 230 | 1 230 | 1 192 | 1 215 | 1 126 | 1 100 |

| 1901  | 1906  | 1911  | 1921  | 1926  | 1931  | 1936  | 1946  | 1954  |
| ----- | ----- | ----- | ----- | ----- | ----- | ----- | ----- | ----- |
| 1 034 | 1 113 | 1 119 | 1 079 | 1 070 | 1 091 | 1 069 | 1 010 | 1 015 |

| 1962  | 1968 | 1975 | 1982 | 1990 | 1999 | 2005 | 2006 | 2010 |
| ----- | ---- | ---- | ---- | ---- | ---- | ---- | ---- | ---- |
| 1 056 | 961  | 905  | 849  | 752  | 742  | 737  | 735  | 753  |

| 2015 | 2020 | 2022 | - | - | - | - | - | - |
| ---- | ---- | ---- | - | - | - | - | - | - |
| 737  | 658  | 667  | - | - | - | - | - | - |

## Économie
L'ancienne laiterie datant du XIXe siècle a été transformée en 1980 en usine de transformation et de stockage de viande.

## Lieux et monuments
L'église Saint-Pierre-es-Liens du XIIe siècle est inscrite à l'inventaire des monuments historiques depuis le 18 février 1925,.

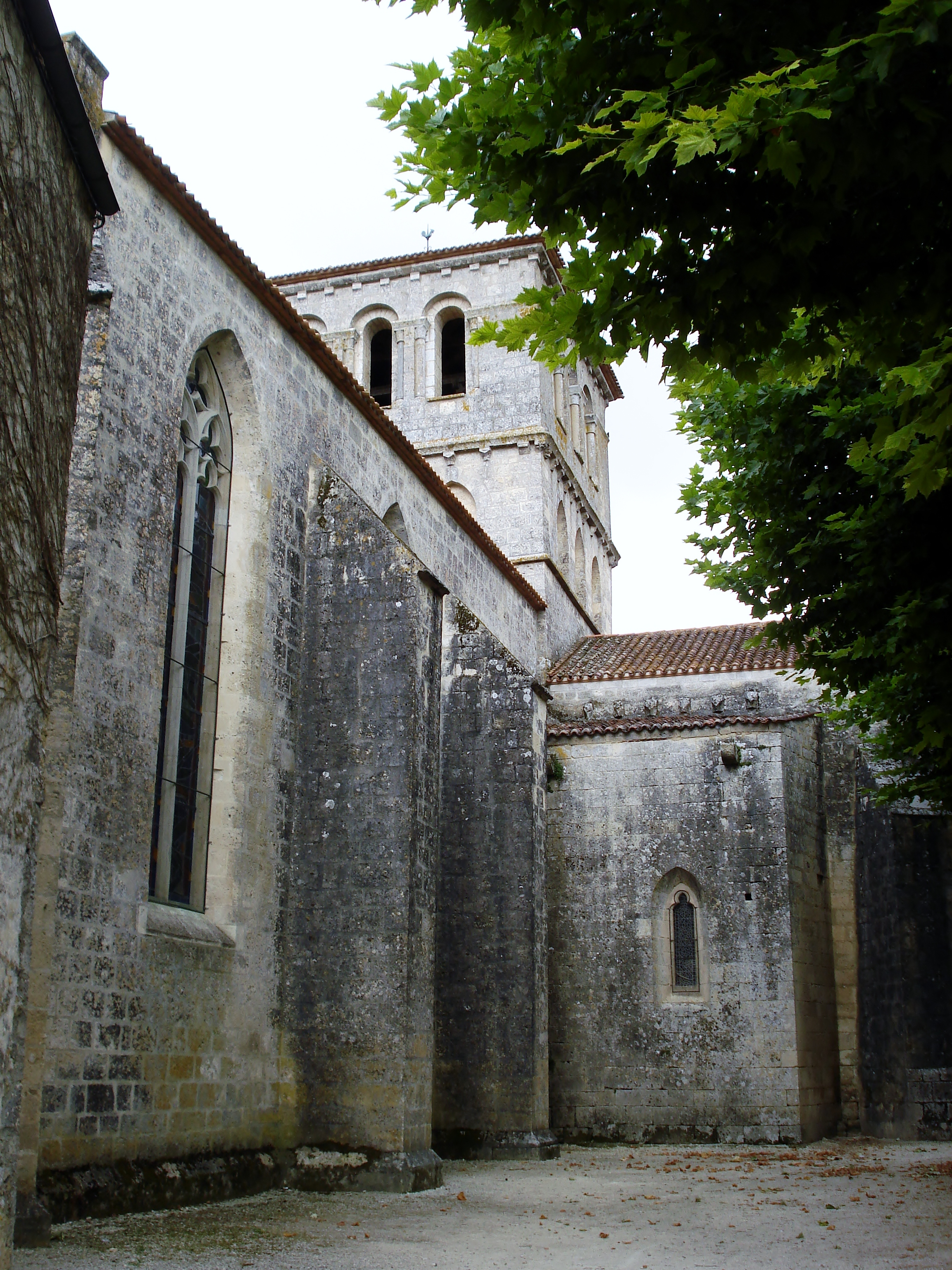
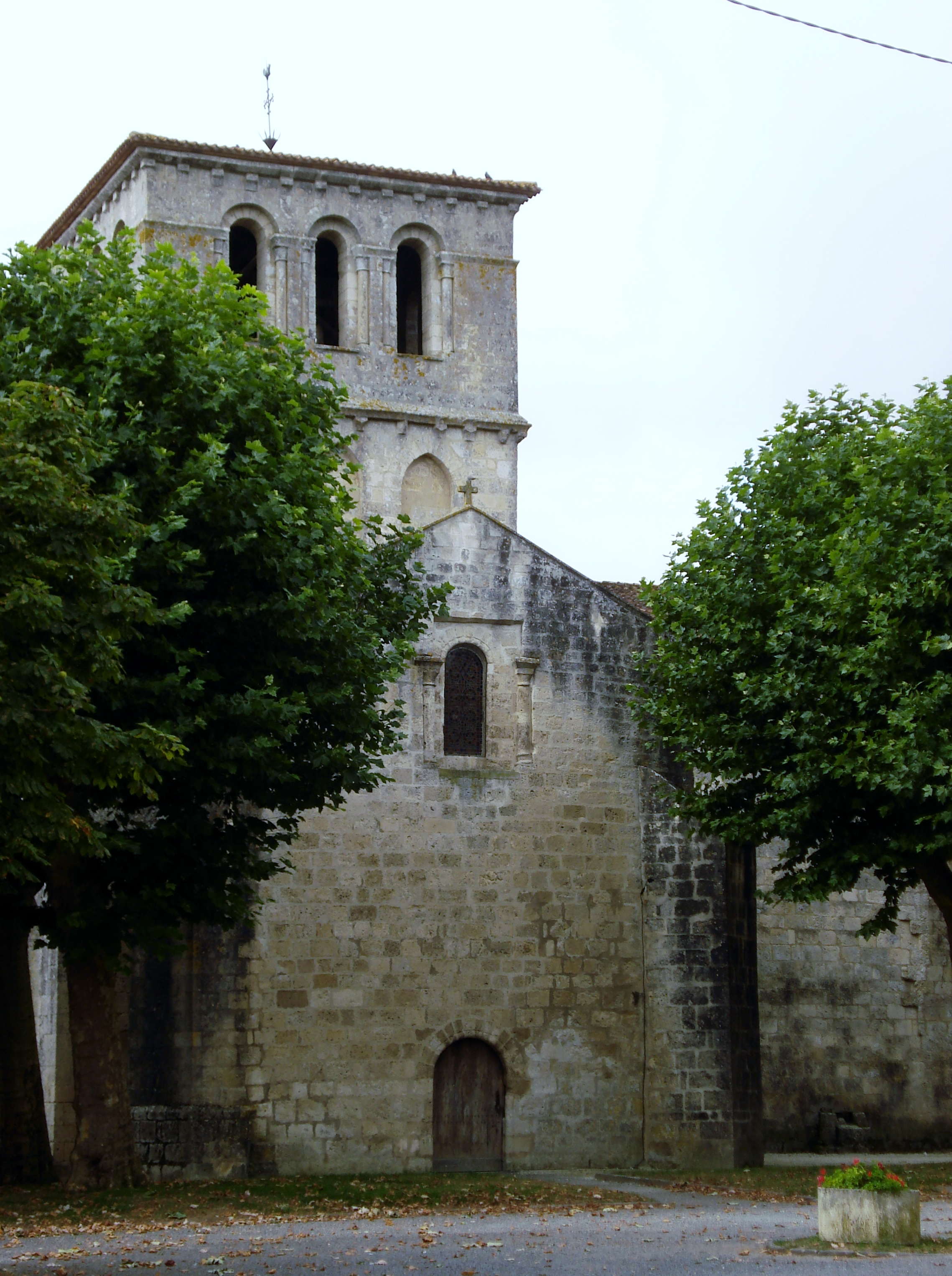
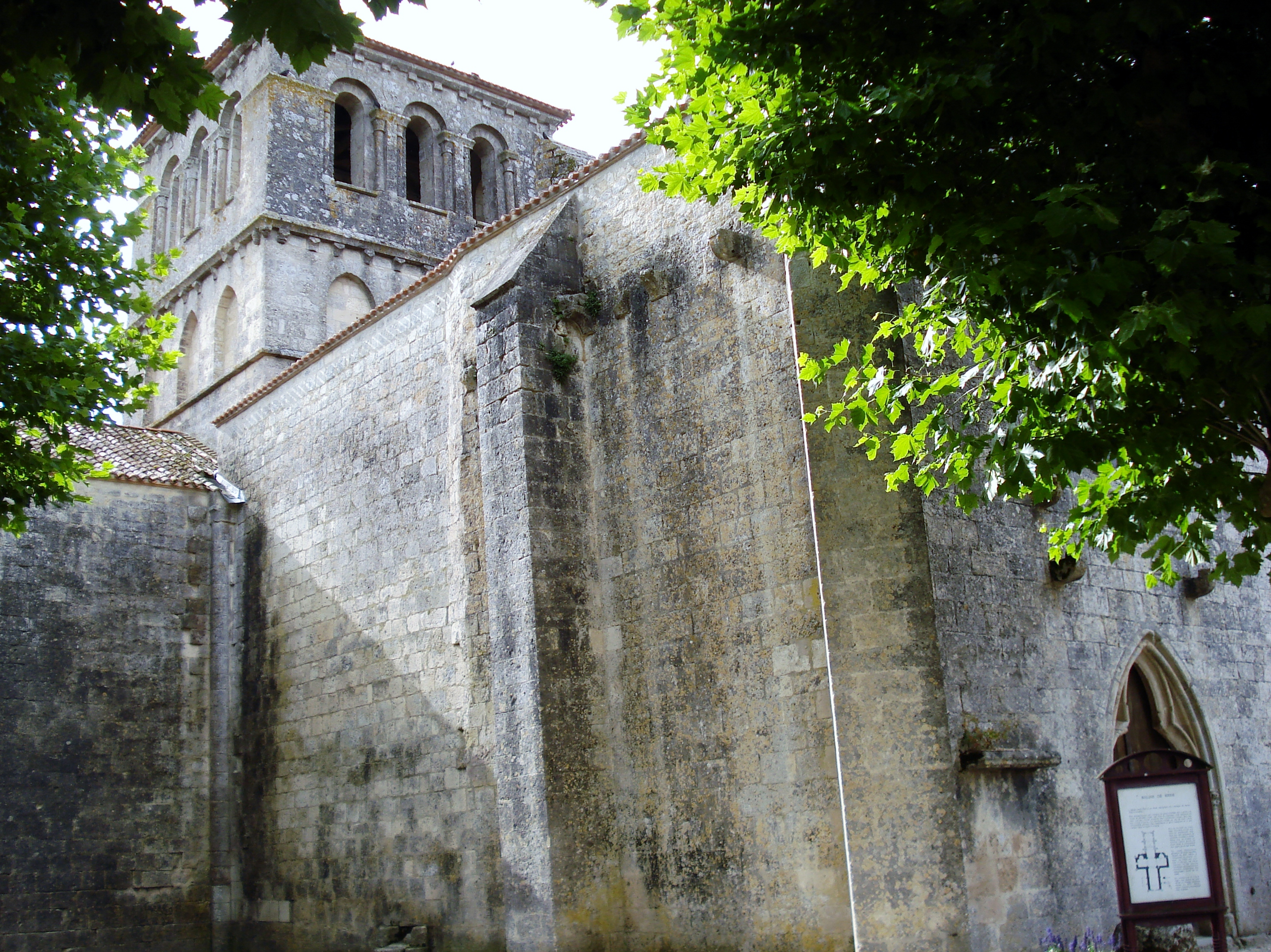
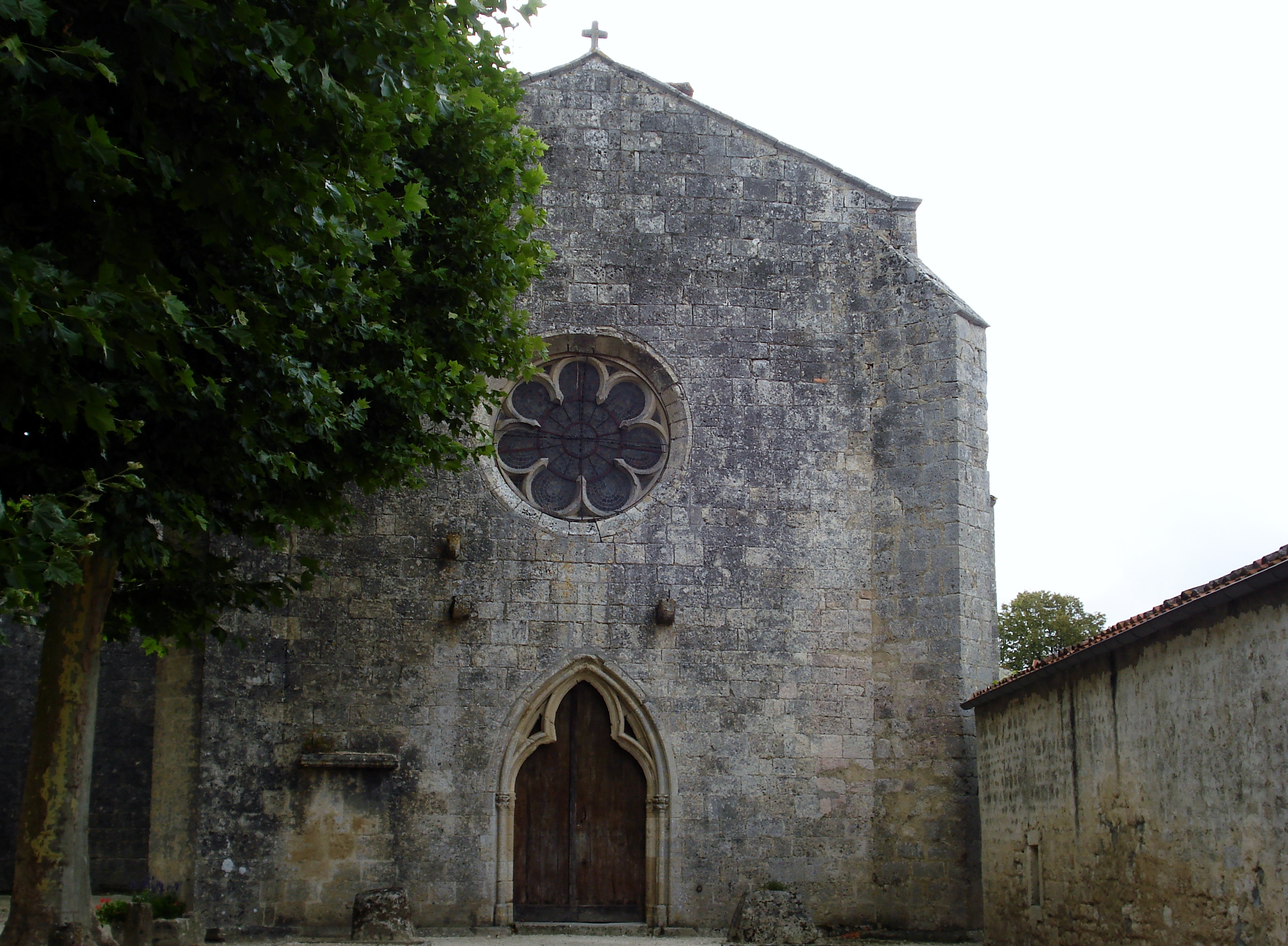
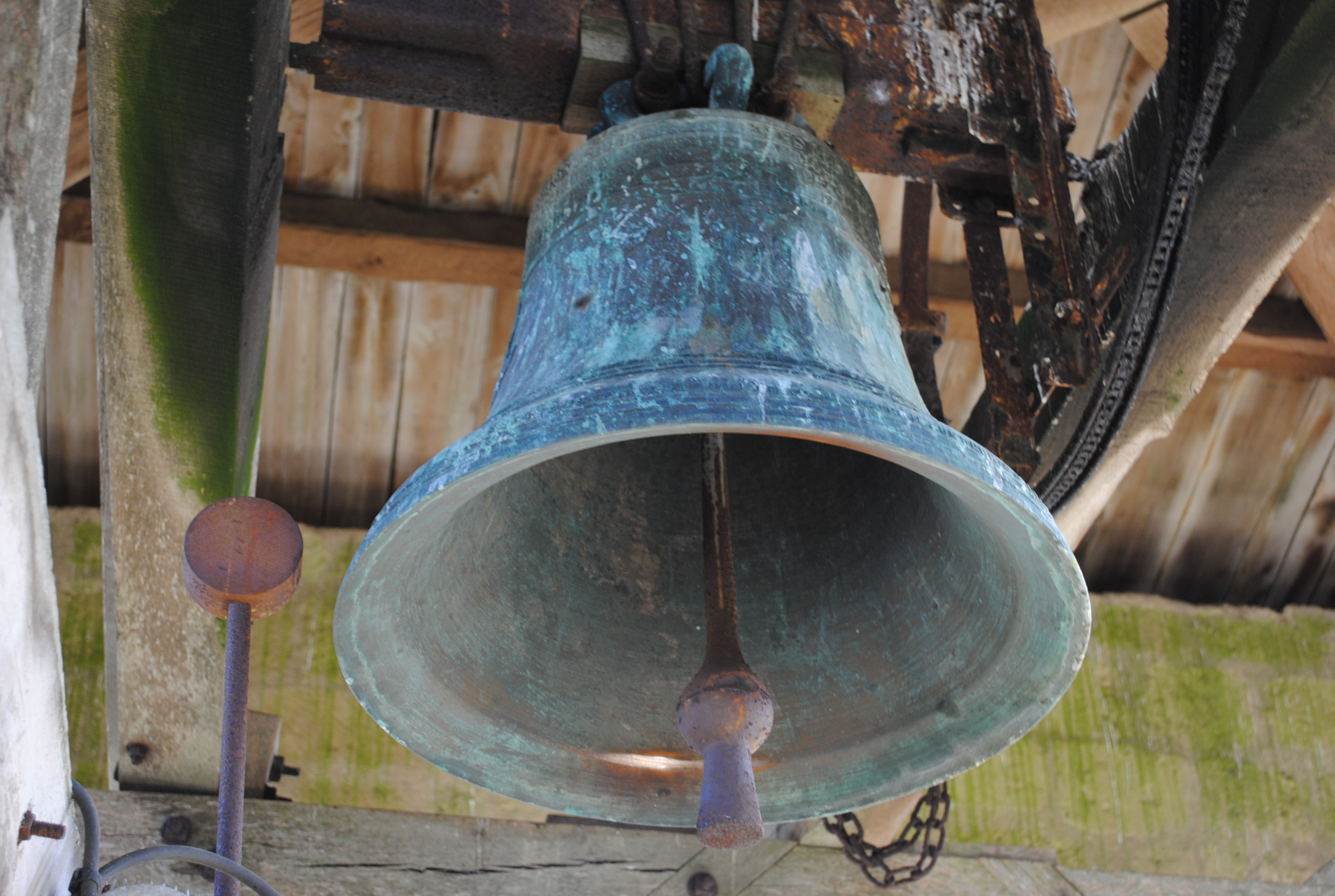
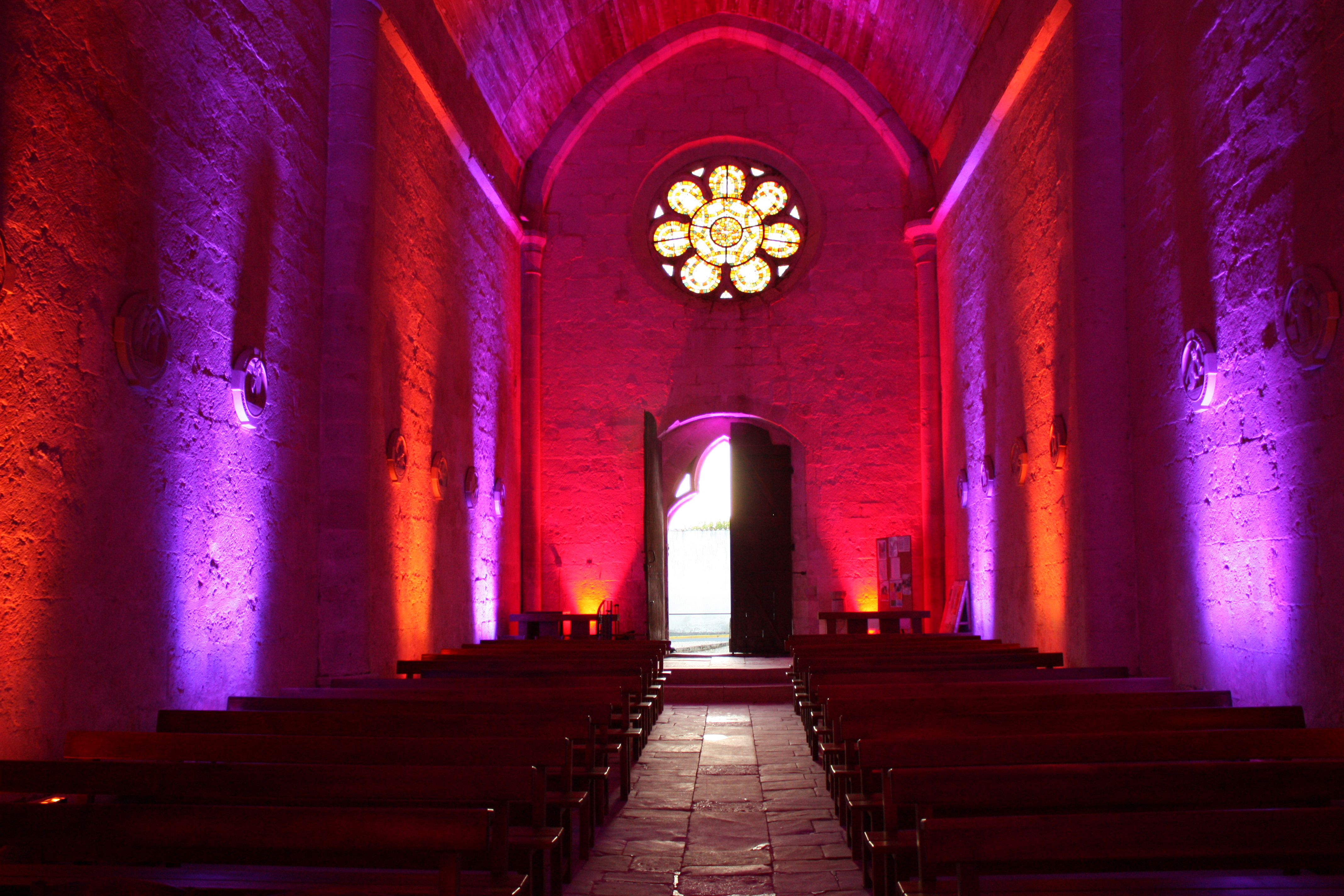

## Personnalités liées à la commune
- Jacques Merveilleux de Mortafond, député à l'Assemblée législative (1791-1792).
- Adrien Papillaud, journaliste, est né au hameau de la Fontaine en 1866.

## Héraldique
| Blason de Néré | Blason  | Parti : au 1er de gueules à la feuille de chêne d'or posée en bande, au 2e d'or à deux clés de sable passées en sautoir, les pannetons ajourés en croix de Lorraine, les anneaux liés par une chaîne du même, le tout sommé d'un chef d'azur chargé d'une fasce ondée d'argent. |
| Blason de Néré | Détails | Le statut officiel du blason reste à déterminer. |